# Бжозувка (Козеницький повіт)
Бжозувка (пол. Brzozówka) — село в Польщі, у гміні Ґрабув-над-Пилицею Козеницького повіту Мазовецького воєводства.
Населення — 204 особи (2011).
У 1975-1998 роках село належало до Радомського воєводства.

## Демографія
Демографічна структура станом на 31 березня 2011 року:
|          | Загалом | Допрацездатний вік | Працездатний вік | Постпрацездатний вік |
| -------- | ------- | ------------------ | ---------------- | -------------------- |
| Чоловіки | 99      | 17                 | 62               | 20                   |
| Жінки    | 105     | 18                 | 55               | 32                   |
| Разом    | 204     | 35                 | 117              | 52                   |